# Hyles cyanea
Hyles cyanea är en fjärilsart som beskrevs av Gehlen. 1928. Hyles cyanea ingår i släktet Hyles och familjen svärmare. Inga underarter finns listade i Catalogue of Life.